# Jean-Marcel Jeanneney

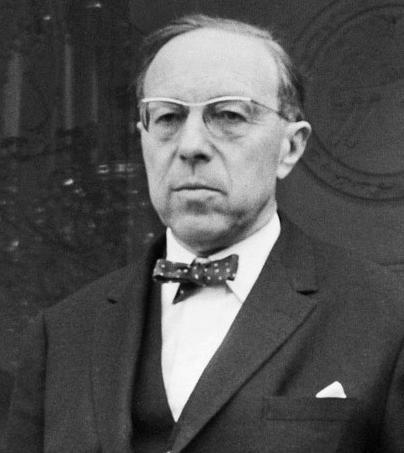

Jean-Marcel Jeanneney (* 13. November 1910 in Paris; † 16. September 2010 ebenda) war ein französischer Politiker und Wirtschaftswissenschaftler.

## Familie
Jean-Marcel Jeanneney war der einzige Sohn von Jules Jeanneney, der Abgeordneter in der Nationalversammlung, Präsident des Senats der Dritten Republik und bei Kriegsende Minister unter Charles de Gaulle war. Sein Sohn ist der französische Politiker und Historiker Jean-Noël Jeanneney.

## Tätigkeit als Wirtschaftswissenschaftler
Nach der Agrégation in Wirtschaftswissenschaften 1936 lehrte Jeanneney in Dijon (1936), Grenoble (1937) und 1952 sowie von 1969 bis 1980 an der Universität Paris I. Von 1952 bis 1958 und erneut von 1969 bis 1980 war er Leiter der Wirtschaftsforschungsabteilung (Service d’études de l’activité économique) der Fondation nationale des sciences politiques (FNSP). 1981 wurde er Gründungspräsident des Wirtschaftsforschungszentrums Observatoire français des conjonctures économiques (OFCE) an der FNSP. In diesem Amt verblieb er bis 1989.

## Politik
Jeanneney war im Kabinett von Michel Debré von 1959 bis 1962 Industrie- und Handelsminister. Zwischen 1962 und 1963 war er der erste Botschafter Frankreichs in Algerien. Von 1966 bis 1968 war er Sozialminister. Von Juni bis August 1968 war er Mitglied der Nationalversammlung. 1969 war er als Nachfolger von René Capitant kurzzeitig Justizminister.